# Guia Gourmetour
La Guia Gourmetour és una guia espanyola biennal de turisme gastronòmic que es publica des de 1979. Conté una selecció (nota a partir de 8/10) de restaurants qualificats amb una nota que en principi pot anar de 0 a 10 sobre 10, una selecció (a partir de 7/10) de vins qualificats de la mateixa manera i qualificacions generals d'anyades de vins.
A més, publiquen una guia de formatges, la Gourmetquesos, amb els que consideren que són els millors d'Espanya; i una de vins únicament, la Guia de Vinos Gourmets.
Cada dos anys, la publicació Gourmetour atorga 18 premis de la Guia Gourmetour a partir dels vots dels usuaris de la guia.